# Hemipenthes caucasica
Hemipenthes caucasica är en tvåvingeart som beskrevs av Zaitzev 1966. Hemipenthes caucasica ingår i släktet Hemipenthes och familjen svävflugor. Inga underarter finns listade i Catalogue of Life.